# Cheddar
Il cheddar è un formaggio a pasta dura, di colore che può variare dal giallo pallido fino all'arancione, dal gusto deciso. Ha origine nel villaggio britannico di Cheddar, nel Somerset, da cui prende il nome.
È il più diffuso formaggio britannico che contribuisce per oltre il 50% agli 1,9 miliardi di sterline del fatturato annuo dei formaggi del Regno Unito. È molto utilizzato anche in altri paesi di influenza anglosassone, come l'Australia, l'Irlanda, gli Stati Uniti e il Canada.

## Storia
Il cheddar viene prodotto almeno dal 1170. In un documento del re Enrico II d'Inghilterra è annotato l'acquisto di 10 420 lb (4 730 kg) al prezzo di un fardino per libbra (3 sterline a tonnellata).
Nel corso della seconda guerra mondiale tutto il latte doveva essere conferito alle fabbriche del cheddar destinato alle truppe. Questo causò la rinuncia a produrre altri formaggi, fra cui il caerphilly, che da allora rappresentano produzioni di nicchia.
Dal 2003 il cheddar è diventato un prodotto a indicazione geografica protetta (IGP) con il nome di West Country farmhouse cheddar, secondo un disciplinare che ne circoscrive la produzione nelle sole contee inglesi del Somerset, Devon, Dorset e Cornovaglia, da produttori aderenti al consorzio Cheddar Gorge Cheese Company.
Nel 2012 un produttore caseario del Wisconsin ha scoperto per caso tre scatole in legno rimaste in fondo ad una cella frigorifera per decenni. Al loro interno erano presenti tre forme di cheddar invecchiato involontariamente 28, 34 e 40 anni. Venduto all'asta a partire dal prezzo di 10 dollari all'oncia, è, secondo gli esperti, il lotto di formaggio più vecchio finora conosciuto. 
Nel 2013 Aperisnack sotto il marchio Fuso produce una crema cheddar con alto contenuto di formaggio pronta all'uso, pratica per la ristorazione.